# Evropské juniorské hry v atletice 1964

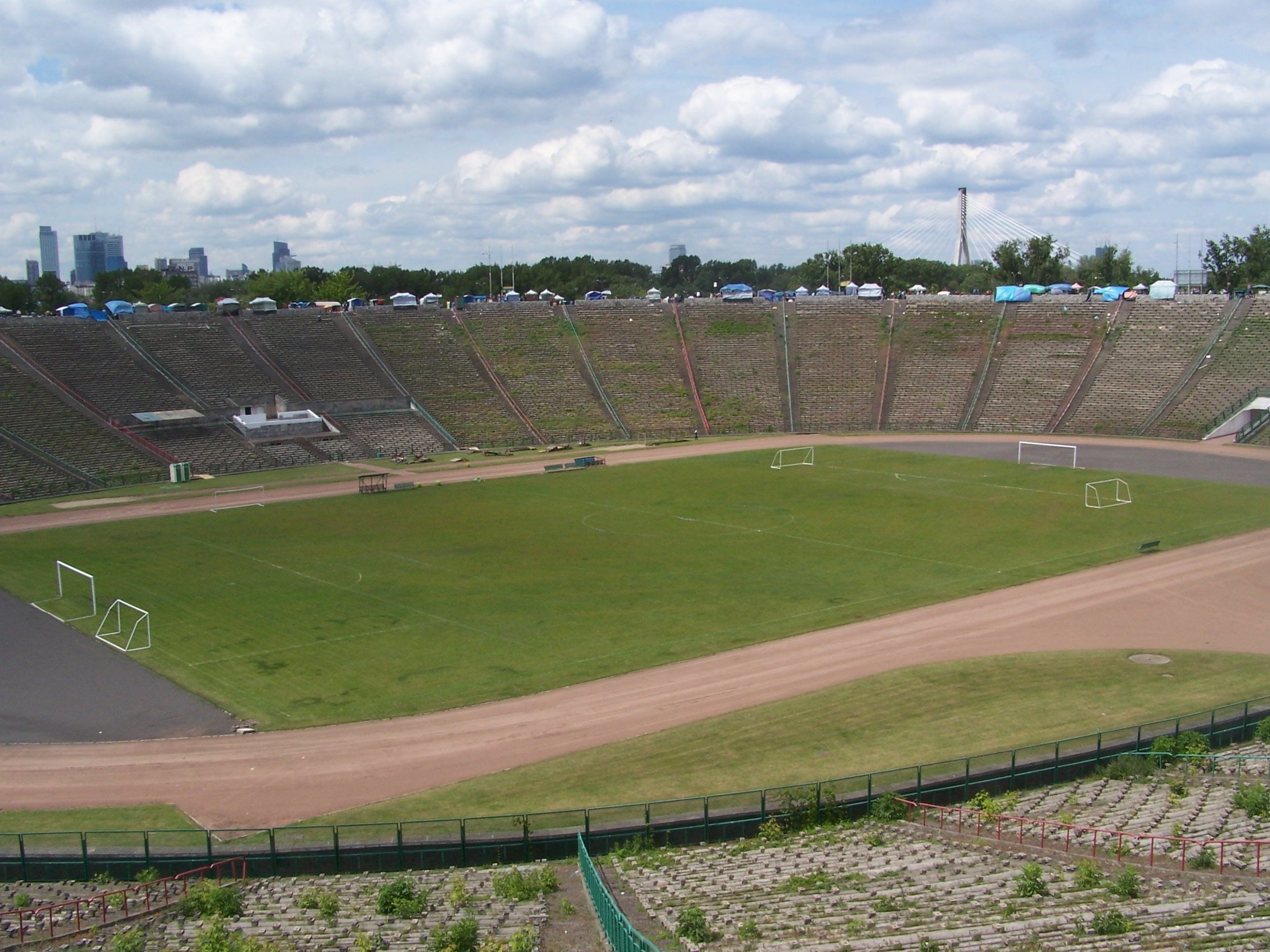
Stadion Dziesięciolecia ve Varšavě

1. Evropské juniorské hry – sportovní závod pro atlety do 19 let organizovaný EAA se konal v hlavním městě Polska, ve Varšavě. Závod se odehrál od 18. září – 20. září 1964.

## Výsledky

### Muži
| Disciplína                                  | Zlato                                                                            | Výkon   | Stříbro                                                                         | Výkon   | Bronz                                                                               | Výkon   |
| 100 m                                       | Živko Trajkov                                                                    | 10,6    | Alexandr Lebeděv                                                                | 10,8    | Tadeusz Cuch                                                                        | 10,8    |
| 200 m                                       | Gérard Fenouil                                                                   | 21,6    | Tadeusz Jaworski                                                                | 21,9    | István Bátori                                                                       | 21,9    |
| 400 m                                       | Ingo Roper                                                                       | 48,9    | Stanisław Grędziński                                                            | 48,9    | Nikolaj Škarnikov                                                                   | 49,0    |
| 800 m                                       | Franz-Josef Kemper                                                               | 1:51,9  | Oleg Rajko                                                                      | 1:53,2  | Jean-Pierre Dufresne                                                                | 1:55,1  |
| 1500 m                                      | Jürgen Haase                                                                     | 3:52,4  | Oleg Rajko                                                                      | 3:52,7  | Ulf Hogberg                                                                         | 3:53,6  |
| 3000 m                                      | Jürgen Haase                                                                     | 8:25,4  | Jorg Blumer                                                                     | 8:31,6  | Ivan Pavlicevic                                                                     | 8:32,2  |
| 110 m překážek                              | Boris Piščulin                                                                   | 14,5    | Włodzimierz Martinek                                                            | 15,0    | Jean-Pierre Morelato                                                                | 15,0    |
| 400 m překážek                              | Włodzimierz Martinek                                                             | 51,9    | Stanisław Grędziński                                                            | 52,3    | Werner Schiedewitz                                                                  | 53,8    |
| 1500 m překážek                             | Anders Gärderud                                                                  | 4:08,0  | Francesco Valenti                                                               | 4:13,1  | Constantin Perju                                                                    | 4:13,2  |
| Štafeta 4 × 100 m                           | Polsko Bogusław Pelc Tadeusz Jaworski Wojciech Kinowski Tadeusz Cuch             | 41,60   | Sovětský svaz Alexandr Lebeděv Valerij Rjabenko Zauri Sarkisjan Vladimir Kosjak | 41,80   | NDR Dieter Bartholomey Bernd Hering Heinrich Malo Werner Wiesboth                   | 42,10   |
| Štafeta švédská (100m x 200m x 300m x 400m) | Sovětský svaz Valerij Rjabenko Vladimir Kosjak Zauri Sarkisjan Nikolaj Škarnikov | 1:55,8  | Polsko Edmund Borowski Włodzimierz Martinek Tadeusz Jaworski Tadeusz Cuch       | 1:55,9  | Maďarská lidová republika István Bátori Laszlo Bodor Peter Petrovics Laszlo Horváth | 1:56,1  |
| Skok do výšky                               | Igor Matvejev                                                                    | 2,04 m  | Bo Jonsson                                                                      | 2,01 m  | Vitalij Palcatov                                                                    | 1,98 m  |
| Skok o tyči                                 | John Erik Blomqvist                                                              | 4,40 m  | Eugeniusz Miklas                                                                | 4,35 m  | Valerij Talalaj                                                                     | 4,30 m  |
| Skok daleký                                 | Jan Kobuszewski                                                                  | 7,48 m  | Viktor Sanějev                                                                  | 7,42 m  | Wojciech Chwaluczyk                                                                 | 7,18 m  |
| Trojskok                                    | Alexej Borzenko                                                                  | 15,72 m | Viktor Sanějev                                                                  | 15,71 m | Siegfried Dahne                                                                     | 15,37 m |
| Vrh koulí                                   | Géza Fejér                                                                       | 17,05 m | Jarosław Grabowski                                                              | 15,95 m | Adriano Buffon                                                                      | 15,66 m |
| Hod diskem                                  | Géza Fejér                                                                       | 51,50 m | Jarosław Grabowski                                                              | 50,84 m | Iosif Naghi                                                                         | 50,54 m |
| Hod kladivem                                | Gheorghe Costache                                                                | 62,12 m | Virgil Cibulschi                                                                | 56,46 m | Martin Šebesta                                                                      | 56,19 m |
| Hod oštěpem                                 | Witold Krupiński                                                                 | 74,59 m | Valerij Popkov                                                                  | 69,09 m | Karl Åke Nilsson                                                                    | 68,50 m |

### Ženy
| Disciplína        | Zlato                                                                        | Výkon   | Stříbro                                                                            | Výkon   | Bronz                                                                 | Výkon   |
| 100 m             | Ewa Kłobukowska                                                              | 11,6    | Galina Bucharinová                                                                 | 12,0    | Angela Hohme                                                          | 12,0    |
| 200 m             | Irena Kirszensteinová                                                        | 23,5    | Natalja Burda                                                                      | 24,4    | Angela Hohme                                                          | 24,8    |
| 600 m             | Gunilla Olausson                                                             | 1:32,3  | Leontina Frunza                                                                    | 1:32,6  | Inge Ebert                                                            | 1:32,6  |
| 80 m překážek     | Elżbieta Bednarek                                                            | 11,2    | Galina Kostinjuková                                                                | 11,3    | Gerda Mittenzwei                                                      | 11,3    |
| Štafeta 4 × 100 m | Polsko Jadwiga Dudek Irena Woldańska Elżbieta Bednarek Irena Kirszensteinová | 46,6    | Sovětský svaz Natalja Burda Ludmila Gaponovová Galina Bucharinová Natalja Runovová | 46,8    | NDR Roswitha Handwerk Angela Höhme Gerda Mittenzwei Irmgard Schneider | 47,6    |
| Skok do výšky     | Rita Gildemeisterová                                                         | 1,67 m  | Jaroslava Kralová                                                                  | 1,64 m  | Dagmar Melzer                                                         | 1,61 m  |
| Skok daleký       | Irena Kirszensteinová                                                        | 6,19 m  | Dorothe Sander                                                                     | 5,83 m  | Marija Zafirovová                                                     | 5,78 m  |
| Vrh koulí         | Naděžda Čižovová                                                             | 16,60 m | Galina Njagolovová                                                                 | 13,17 m | Ani Rudovová                                                          | 12,23 m |
| Hod diskem        | Naděžda Čižovová                                                             | 45,86 m | Gabriele Trepscheková                                                              | 45,71 m | Wanda Harasimiuk                                                      | 43,31 m |
| Hod oštěpem       | Mihaela Peneșová                                                             | 54,54 m | Valentina Popovová                                                                 | 52,33 m | Helgard Richter                                                       | 50,27 m |

## Medailové pořadí
| Umístění | Stát                       | Zlato | Stříbro | Bronz | Celkem |
| -------- | -------------------------- | ----- | ------- | ----- | ------ |
| 1.       | Polsko                     | 9     | 8       | 3     | 20     |
| 2.       | Sovětský svaz              | 6     | 12      | 3     | 21     |
| 3.       | NDR                        | 3     | 2       | 10    | 15     |
| 4.       | Švédsko                    | 3     | 1       | 2     | 6      |
| 5.       | Rumunská lidová republika  | 2     | 2       | 2     | 6      |
| 6.       | Západní Německo            | 2     | 1       | 0     | 3      |
| 7.       | Maďarská lidová republika  | 2     | 0       | 2     | 4      |
| 8.       | Bulharská lidová republika | 1     | 1       | 2     | 4      |
| 9.       | Francie                    | 1     | 0       | 2     | 3      |
| 10.      | Československo             | 0     | 1       | 1     | 2      |
| 10.      | Itálie                     | 0     | 1       | 1     | 2      |
| 12.      | SFR Jugoslávie             | 0     | 0       | 1     | 1      |
| Celkem   | Celkem                     | 29    | 29      | 29    | 87     |